# Estádio Governador Ernani Sátyro
Das Estádio Governador Ernani Sátyro ist ein Fußballstadion in der brasilianischen Stadt Campina Grande im Bundesstaat Paraíba. Es bietet Platz für 25.770 Zuschauer und dient dem Verein Campinense Clube als Heimspielstätte.

## Geschichte

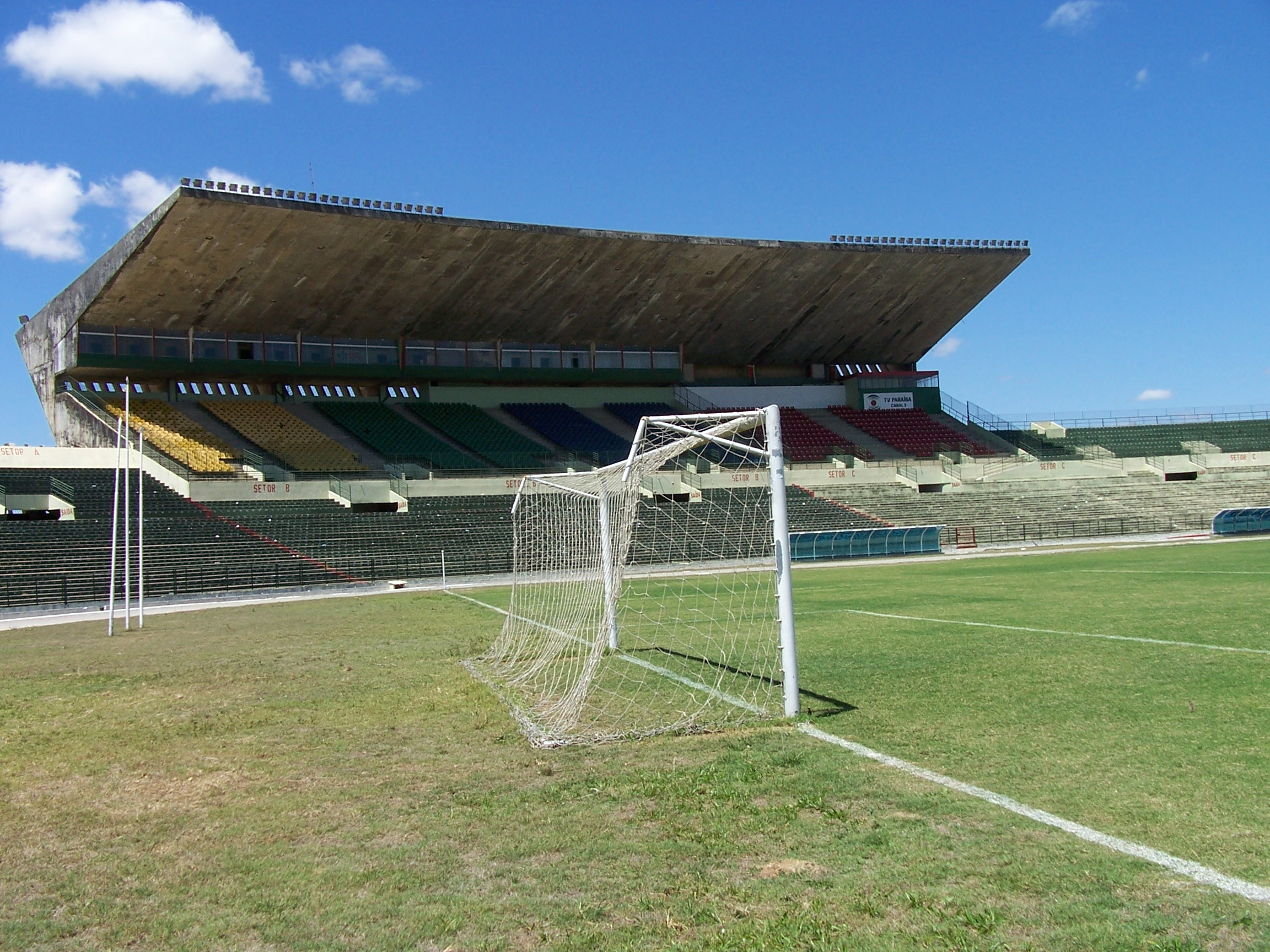
Haupttribüne des Stadions

Das Estádio Governador Ernani Sátyro in Campina Grande, der zweitgrößten Stadt im brasilianischen Bundesstaat Paraíba, wurde im Jahre 1975 erbaut und noch im gleichen Jahr eröffnet. Zum ersten Spiel im neuen Stadion trafen sich der zukünftige Nutzer der Spielstätte, Campinense Clube, und Botafogo FR, ein brasilianischer Spitzenverein Rio de Janeiro. Da dieses Spiel 0:0 endete, wurde das erste Tor in diesem Stadion im zweiten Spiel erzielt, und zwar von Pedrinho Cangula von Campinense in einem Spiel gegen den Lokalrivalen FC Treze (1:1). Seit 1975 wird das Estádio Governador Ernani Sátyro in Campina Grande vom örtlichen Verein Campinense Clube als Austragungsort für Heimspiele genutzt. Der Verein ist bis heute ohne große Erfolge geblieben, einzig gewann man 17 Mal die Staatsmeisterschaft von Paraíba, wo die größten Gegner aber auch nur FC Treze oder Botafogo FC, allerdings nicht zu verwechseln mit dem bekannten Botafogo aus Rio de Janeiro, heißen und allesamt nicht höherklassig sind als Campinense. Aktuell spielt der Verein in der dritten brasilianischen Liga, der Série C. 
Das Estádio Governador Ernani Sátyro bietet heute Platz für 25.770 Zuschauer. Der Zuschauerrekord in dem klassischen fast runden brasilianischen Stil gebauten Stadion datiert vom 7. Februar 1982, als Flamengo Rio de Janeiro bei einem Spiel gegen den FC Treze in Campina Grande weilte und 41.149 Zuschauer den 3:1-Sieg der Gäste sahen. Damals wurde das Stadion auch vom FC Treze genutzt, dieser spielt heutzutage jedoch in einem eigenen Stadion, im Estádio Presidente Vargas. Das Estádio Governador Ernani Sátyro ist benannt nach Ernani Sátyro, der von 1971 bis 1975 Gouverneur von Paraíba war. Es wird oft auch als O Amigão bezeichnet, was zurückzuführen ist auf den Namen, den Ernani Sátyro seinen Wählern gab. Er nannte sie amigos velhos, zu deutsch alte Freunde.